# 恰加河
恰加河（烏克蘭語：Чага），是東歐的河流，流經摩爾多瓦和烏克蘭，屬於科吉利尼克河的支流，河道全長120公里，流域面積1,270平方公里，支流有薩卡河。